# Eleições presidenciais em Ruanda em 2017
As eleições presidenciais ruandesas de 2017 foram realizadas em 4 de agosto.

## Candidaturas
No início de 2016, Paul Kagame, no cargo desde 2000 logo após o afastamento de seu antecessor Pasteur Bizimungu, confirmou que tentaria novamente a reeleição para um terceiro mandato - aprovado graças a uma emenda constitucional aprovada no referendo realizado em 2015, que mudou ainda o período na chefia do Executivo ruandês para 5 anos.
Em fevereiro de 2017, foi a vez de Philippe Mpayimana, escritor e jornalista que morava fora do país desde 1994, oficializar sua candidatura independente. O terceiro presidenciável que participou da disputa eleitoral foi Frank Habineza, fundador e líder do Partido Verde-Democrático de Ruanda.
Haveria uma quarta candidatura à presidência: a da empresária Diane Rwigara, que faria críticas à gestão Kagame. Porém, fotos íntimas da candidata foram vazadas na internet com o objetivo de prejudicá-la. Em julho, sua candidatura e a de outros 2 postulantes (Gilbert Mwenedata e Fred Sekikubo) foram cancelados pela Comissão Eleitoral Nacional, sob alegação de não terem colhido assinaturas suficientes para a aprovação. A decisão da Comissão foi criticada pelo Departamento de Estado dos Estados Unidos e pela União Europeia. A Anistia Internacional declarou que a eleição seria realizada num "clima de medo e repressão".
Nas urnas, Kagame venceu seus 2 rivais com folga, obtendo 98,79% dos votos.

## Resultado
| Candidato – Partido                                                   | Votos     | %     |
| --------------------------------------------------------------------- | --------- | ----- |
| Paul Kagame – Frente Patriótica Ruandesa                              | 6.675.472 | 98,79 |
| Philippe Mpayimana – Independente                                     | 49,031    | 0,73  |
| Frank Habineza – Partido Verde-Democrático de Ruanda                  | 32.701    | 0,48  |
| Total de votos válidos                                                | 6.757.204 | 100   |
| Brancos/nulos                                                         | 12.310    |       |
| Total de votos                                                        | 6.769.214 |       |
| Eleitores registrados                                                 | 6.897.076 | 98,15 |
| Fonte: National Electoral Commission of Rwanda[ligação inativa] (PDF) |           |       |